# Angles supplémentaires
Pour les articles homonymes, voir Supplémentaire.
Ne doit pas être confondu avec Angles complémentaires.

Deux angles supplémentaires adjacents.

Deux angles sont dits supplémentaires si la somme de leur mesure fait 180 degrés.
Leurs sinus sont alors égaux et leurs cosinus sont opposés. 
Si deux angles supplémentaires sont adjacents, leurs côtés distincts forment un angle plat.